# Grupo RBA de Comunicação
O Grupo RBA de Comunicação é um conglomerado de mídia brasileiro com sede em Belém, capital do estado do Pará, cujo controle acionário pertence ao político Jader Barbalho e família. Foi criado em 1988 com a RBA TV, na época pertencente a Jair Bernardino, falecido em 1989, e que no início de 1990 foi vendida aos novos proprietários.
Nas eleições ao governo do estado do Pará em 2014 a empresa foi acusada de promoção eleitoral ilegal e antecipada do candidato Helder Barbalho, filho do senador Jader Barbalho.

## Ativos

### Mídia impressa
- Diário do Pará

### Rádio
- FM 91
- 99 FM
- Rádio Clube do Pará
  - Rádio Clube de Marabá
  - Rádio Clube de Maracanã
  - Rádio Clube de Paragominas
  - Rádio Clube do Tapajós
- Diário FM

### Televisão
- RBA TV
  - RBA TV Breves
  - RBA TV Marabá
  - RBA TV Parauapebas
  - RBA TV Paragominas
  - RBA TV Santarém

### Internet
- Diário Online (DOL)